# Bulevardul Victoriei din Sibiu
Bulevardul Victoriei este o stradă din municipiul Sibiu, între str. Andrei Șaguna și str. Avrig. Ea datează din a doua jumătate a secolului al XIX-lea, dar a fost definitivată în prima jumătate a secolului al XX-lea când au fost construite principalele clădiri. 
De-a lungul acestei străzi se află corpul B al Primăriei Municipiului Sibiu (în fostul sediu al Consiliului popular municipal) (nr. 1-3) având în fața sa Bustul lui George Coșbuc (monument istoric cu codul SB-III-m-B-12598, ridicat în 1933), Casa Armatei, Universitatea "Lucian Blaga" (la nr. 5) - cu Rectoratul, Facultatea de Litere, Facultatea de Istorie, Colegiul Agricol Daniil Popovici Bărcianu, Palatul de Justiție, Oficiul Poștal nr. 1, fosta Curte de Conturi, Palatul Mitropoliei Ardealului, Academia Română, Complexul Sportiv Olimpia (cu un bazin de înot), Parcul Sub Arini, Spitalul Militar de Urgențe, COMPA S.A. ș.a. 